# Алкатоев нощник
Алкатоевият нощник (Myotis alcathoe) е вид прилеп, разпространен в Европа.

## Разпространение
Алкатоевият нощник е разпространен в Европа, но понеже зависи от определени местообитания, видът има доста ограничен ареал. В България е разпространен в Странджа, Врачанска планина, Централен Балкан, а също и в Кресненския пролом. 

## Описание
Този вид е най-малкият от род Нощници, който е разпространен в Европа. Гърбът му е кафяв, понякога с червеникави върхове, а козината на корема е по-светла, кафяво-сива. Кожните участъци са по-малко пигментирани при възрастните индивиди. Краката са забележително малки, ушите също са малки с къс трагус.

## Местообитание
Характерен хабитат за този вид са стари широколистни и смесени гори с по-висока влажност. Ловните полета са в близост до убежищата – около дървесните корони и над водни обекти. Убежищата на тези прилепи са в хралупи на дървета, под кората на стари дървета и между цепнатините, които се образуват в стволовете, на височина около 15 – 22 m.